# Charles Hammawa
Charles Michael Hammawa (ur. 1 października 1962 w Mapeo) – nigeryjski duchowny katolicki, biskup Jalingo od 2008.

## Życiorys

### Prezbiterat
Święcenia kapłańskie przyjął 4 lipca 1987. Studiował w Dublinie i w Rzymie. W 2002 został rektorem seminarium w Jos.

### Episkopat
16 kwietnia 2008 papież Benedykt XVI biskupem ordynariuszem Jalingo. Sakry biskupiej udzielił mu 4 lipca 2008 metropolita Jos - arcybiskup Ignatius Kaigama.